# Robert Kropiwnicki
Robert Kropiwnicki (ur. 23 lipca 1974 w Legnicy) – polski polityk, prawnik, politolog i samorządowiec, doktor habilitowany nauk społecznych w dyscyplinie nauki prawne, poseł na Sejm VI, VII, VIII, IX i X kadencji, od 2023 sekretarz stanu w Ministerstwie Aktywów Państwowych.

## Życiorys
Ukończył w 1999 politologię na Uniwersytecie Wrocławskim. W 2006 na tej uczelni na podstawie pracy Wolność człowieka jako zasada konstytucyjna III Rzeczypospolitej Polskiej napisanej pod kierunkiem Bogusława Banaszaka uzyskał stopień doktora nauk prawnych. W trakcie VIII kadencji Sejmu został magistrem prawa na SWPS Uniwersytecie Humanistycznospołecznym. Na tej samej uczelni (pod nazwą Uniwersytet SWPS) w 2024 uzyskał stopień doktora habilitowanego nauk społecznych w dyscyplinie nauki prawne.
Pracował w Katedrze Prawa Konstytucyjnego Wydziału Prawa, Administracji i Ekonomii UWr. Później zawodowo związany z Państwową Wyższą Szkołą Zawodową im. Witelona w Legnicy, został też prezesem zarządu jednej z agencji rozwoju regionalnego i konsultantem programów Polskiej Agencji Rozwoju Przedsiębiorczości.
Działał w Unii Wolności i Partii Demokratycznej, z której w 2006 przeszedł do Platformy Obywatelskiej. W wyborach w 2006 i 2010 z jej listy był wybierany na radnego Legnicy. W 2006 bez powodzenia ubiegał się o stanowisko prezydenta miasta, przegrywając w pierwszej turze. Do 2009 był natomiast przewodniczącym rady miejskiej.
W wyborach w 2007 bezskutecznie startował do Sejmu w okręgu legnickim z listy Platformy Obywatelskiej. 16 grudnia 2010 objął mandat poselski w miejsce Janusza Mikulicza. W wyborach do Sejmu w 2011 z powodzeniem ubiegał się o reelekcję, dostał 6029 głosów.
W 2015 został ponownie wybrany do Sejmu, otrzymując 8439 głosów. W Sejmie VIII kadencji był członkiem Komisji Nadzwyczajnej do rozpatrzenia projektu uchwały w sprawie zmiany Regulaminu Sejmu (2015), Komisji Odpowiedzialności Konstytucyjnej (2015–2017), Komisji Sprawiedliwości i Praw Człowieka (2015–2017) oraz Komisji Ustawodawczej (2015–2017). W 2017 został członkiem Komisji do spraw reprywatyzacji nieruchomości warszawskich. W wyborach w 2019 również z powodzeniem ubiegał się o poselską reelekcję, otrzymując 14 714 głosów. W 2023 utrzymał mandat na kolejną kadencję (z wynikiem 31 838 głosów). W listopadzie tego samego roku został wybrany w skład Krajowej Rady Sądownictwa, w grudniu 2023 objął także funkcję sekretarza stanu w Ministerstwie Aktywów Państwowych.

## Wyniki w wyborach ogólnopolskich
| Wybory | Komitet wyborczy   | Komitet wyborczy      | Organ            | Okręg | Wynik          |
| ------ | ------------------ | --------------------- | ---------------- | ----- | -------------- |
| 2007   |                    | Platforma Obywatelska | Sejm VI kadencji | nr 1  | 8115 (2,01%)   |
| 2011   | Sejm VII kadencji  | Platforma Obywatelska | 6029 (1,75%)     | nr 1  |                |
| 2015   | Sejm VIII kadencji | Platforma Obywatelska | 8439 (2,37%)     | nr 1  |                |
| 2019   |                    | Koalicja Obywatelska  | Sejm IX kadencji | nr 1  | 14 714 (3,40%) |
| 2023   | Sejm X kadencji    | Koalicja Obywatelska  | 31 838 (6,34%)   | nr 1  |                |